# Źródło św. Józefa
Źródło św. Józefa – źródło w Dolinie Eliaszówki na Wyżynie Olkuskiej (część Wyżyny Krakowsko-Częstochowskiej). Znajduje się w północno-wschodniej części wsi Czerna, w  województwie małopolskim, w powiecie krakowskim, w gminie Krzeszowice.
Źródło znajduje się na wysokości 302,5 m n.p.m., w bezleśnym, zabudowanym rejonie wsi Czerna, tuż po lewej (wschodniej) strony drogi z Krzeszowic przez Gorenice do Olkusza i przy Kopalni Wapienia Czatkowice, poza obszarem Rezerwatu przyrody Dolina Eliaszówki.
Źródło stanowi największy wypływ w linii źródeł. Jego wydajność wynosi 10–20 l/s, a temperatura 9,8 °C.
W Dolinie Eliaszówki powyżej Źródła Józefa znajdują się jeszcze dwa inne źródła: Źródło proroka Elizeusza i Źródło proroka Eliasza.

## Szlaki turystyczne
– pieszy z Olkusza przez Dolinę Eliaszówki i rezerwat przyrody oraz Dolinę Racławki do Paczółtowic.
 – niebieski z Krzeszowic przez Bartlową Górę, Dolinę Eliaszówki, Dębnik i Siedlec do Krzeszowic.